# Goiânia
Goiânia è una città brasiliana e capitale dello stato del Goiás. Si trova a 209 km da Brasilia, capitale del Brasile. Con una superficie di circa 728.296 km², ha una geografia continua, con poche colline e pianure, ed è caratterizzata dall'essere una regione dell'Altopiano Centrale del Brasile. È formata da due centri urbani: il capoluogo del distretto e il distretto di Vila Rica.
Situata al centro del suo stato, fu progettata e costruita per diventare la capitale politica e amministrativa del Goiás sotto l'influenza della Marcia verso l'Ovest, una politica sviluppata dal governo Vargas per accelerare lo sviluppo e incoraggiare l'occupazione del Centro-Ovest brasiliano. Gli stretti legami di amicizia e le interazioni politiche tra Pedro Ludovico Teixeira e Getúlio Vargas contribuirono notevolmente a questa impresa. Ha conosciuto una rapida crescita demografica a partire dagli anni '60 e ha raggiunto un milione di abitanti nel 1996. Fin dalle sue origini, la sua architettura è stata influenzata dall'art déco, che ha definito l'aspetto dei primi edifici della città.

## Storia
L'idea di trasferire la capitale dello Stato conseguì alla necessità di situarla in una zona favorevole agli interessi economici dell'area. La prima capitale, Vila Boa (oggi Goiás), fu scelta in un tempo in cui l'economia si basava sull'estrazione dell'oro. In seguito si scoprì che allevamento e agricoltura erano diventati i più importanti fattori di sviluppo, e che la vecchia capitale era ormai, rispetto ad essi, troppo decentrata.
La gestazione peraltro fu piuttosto lunga. Nel 1891 i membri dell'assemblea costituente pensarono di trasferire la capitale ufficiale, mediante una norma apposita, che fu ratificata nel 1898 e, successivamente, nel 1918.
Essa restò lettera morta fino al 1930, quando Pedro Ludovico, il nuovo governatore dello Stato dopo il colpo di Stato militare del 1930, decise di darle applicazione. Nel 1932 fu istituita una commissione che avrebbe dovuto scegliere il luogo in cui la nuova capitale sarebbe stata fondata. Nel 1933 la commissione decise per la posizione attuale, dove fu finalmente posta la prima pietra.
Il progetto prevedeva una città capace di ospitare 50 000 abitanti, con la forma di una ruota di carro, con le strade principali come raggi, e al centro la Praça Cívica, con le sedi del governo statale e municipale - il Palazzo degli Smeraldi e il Palazzo di Campinas.
Nel 1937 fu infine firmato il decreto che trasferiva la capitale dello Stato da Cidade de Goiás a Goiânia. L'inaugurazione ufficiale però ebbe luogo solo nel 1942 alla presenza del presidente della repubblica, dei governatori e dei ministri.
Il nome fu scelto circa nel 1933, dopo un concorso indetto da un giornale locale. I lettori da ogni parte dello Stato diedero il loro contributo. I nomi più votati furono, fra gli altri, Petrônia, Americana, Petrolândia, Goianópolis, Goiânia, Bartolomeu Bueno, Campanha, Eldorado, Anhanguera, Liberdade, Goianésia, e Pátria Nova. Nel 1935 Pedro Ludovico usò il nome Goiânia per la prima volta, nel firmare il decreto che istituiva il comune di Goiânia.

## Sport
La città è sede di tre squadre di calcio professioniste: Goiás, l'Atlético Clube Goianiense e Vila Nova.

## Cultura
L'Accademia Goianiense di lettere (Académia Goianiense de Letras), che ha come primo presidente Emídio Brasileiro, è il principale scrittori goianiense.
A Goiânia ha sede l'Università federale di Goiás.